# Ameivula mumbuca
Ameivula mumbuca, popularmente conhecida como calango, é uma espécie de lagarto da família dos teiídeos (Teiidae), endêmico do bioma do Cerrado, no Brasil, com registros nos estados de Tocantins, Maranhão e Bahia.

## Taxonomia
O nome específico mumbuca homenageia uma pequena comunidade de descendentes de africanos que migraram da Bahia à região de Jalapão em 1908. Eles organizaram-se como uma comunidade rural de aproximadas 22 famílias que sobrevive do artesanato utilizando uma gramínea chamada capim-dourado (Sygonanthus nitens). Por sua vez, o nome popular calango deriva da quimbundo kalanga com sentido de "lagarto".

## Descrição
Ameivula mumbuca pertence ao grupo dos ocelíferos, distinguindo-se pela presença de grânulos nos semicírculos supraorbitais e de 14 a 20 poros femorais. Apresenta comprimento cabeça-ventre médio de 49,47 milímetros e máximo de 59 milímetros para machos e 57 para fêmeas, e apresenta de 19 a 27 escamas ao redor da cauda e de 194 a 271 no dorso. Sua coloração no campo vertebral é clara e há listras dorsolaterais incompletas e listras laterais superiores contínuas. Não apresenta esporões pré-nasais e seus esporões caudais ventrais são lisos e os ventrais dorsais são quilhados.

## Distribuição e habitat
Ameivula mumbuca é endêmico do bioma do Cerrado, no Brasil, e habita campinas e bordas de veredas em áreas arenosas. O espécime-tipo foi localizado adjacente à Escola Municipal Dona Isabel Barreira de Oliveira, cerca de 35 quilômetros a noroeste de Mateiros, em Tocantins, a uma altitude cerca de 428 metros. Há registros confirmados no Parque Nacional da Chapada das Mesas, na Estação Ecológica Serra Geral do Tocantins e na Área de Proteção Ambiental do Jalapão, Tocantins, com ocorrências também no sul do Maranhão e no oeste da Bahia. Sua extensão de ocorrência é de 71 368 quilômetros quadrados.

## Biologia e ecologia
Ameivula mumbuca é uma espécie diurna e terrestre. Seu período de atividade ocorre entre as 08h até as 17h. A temperatura corporal média é de 36 °C. Tem como dieta preferencial insetos, principalmente cupins. O ciclo reprodutivo concentra-se na estação chuvosa (outubro a março), com postura de um único ovo. Sua distribuição é muito similar à de outra espécie descrita posteriormente para a mesma região (Ameivula jalapensis), mas mesmo possuindo ecologia similar ocorrem parapatricamente.

## Conservação
A União Internacional para a Conservação da Natureza (UICN) classifica Ameivula mumbuca como Pouco Preocupante (Least Concern), devido à ampla distribuição e sem evidências de declínio populacional rápido; contudo, a expansão da agricultura e as queimadas no Cerrado podem ameaçar populações locais. Em 2018, foi classificada como Pouco Preocupante (LC) no Livro Vermelho da Fauna Brasileira Ameaçada de Extinção do Instituto Chico Mendes de Conservação da Biodiversidade (ICMBio).